# Елена Ваташка
Елена Кирилова Ваташка е български политик от Български национален съюз „Нова демокрация“, председател на Сдружението на българските футболни привърженици.

## Биография
Елена Ваташка е родена на 23 юни 1967 г. в град София.

### Футбол
Включва се в дейностите на Българския футболен съюз (БФС), като организира благотворителни акции. Сред учредителите е на Сдружението на българските футболни привърженици (СБФП) през 2012 г., избрана е за председател на управителния съвет на сдружението.
През 2018 г. от името на СБФП Ваташка присъства на панихидата на Ангел и Павел в село Катуница, чиито убийства предизвикват антицигански протести в България през 2011 г.

### Политическа дейност
Организира протести срещу предаването на Куршум джамия в Карлово на Главното мюфтийство в Пловдив. На протести на 7 и 14 февруари 2014 г. в Пловдив са извършени вандалски актове около Джумая джамия, заради които е арестувана от МВР в Кърджали заедно с Димитър Ангелов (Дучето), бившия председател на фенклуба на ЦСКА.
На парламентарните избори през април 2021 г. е кандидат за народен представител, водач от листата на БНС-НД за 24 МИР София.
На парламентарните избори през юли 2021 г. е кандидат за народен представител от листата на БНС-НД за 9 МИР Кърджали и 24 МИР София.
На президентските избори през 2021 г. е кандидат за вицепрезидент, заедно с кандидата за президент Боян Расате, предложени от инициативен комитет, представляван от Мирослав Паскалев – Зорец. Тяхната бюлетина е № 12.
На парламентарните избори през 2022 г. е кандидат за народен представител от БНС-НД, като е водач на листите в 24 МИР София и 28 МИР Търговище.